# Letov Š-428
De Letov Š-428 (ook wel bekend als Š-328M) is een Tsjechoslowaaks eenzits dubbeldekker grond ondersteuningsvliegtuig gebouwd door Letov. De Š-428 werd ontworpen als Š-328M door ingenieur Alois Šmolík uit de Š-328F met een Avia Vr-36 motor in de Š-28 serie. Om deze motor te kunnen dragen werd een aangepaste voorkant overgenomen van de Š-16. De Š-428 vloog voor het eerst op 8 september 1933. Waarna het tot in 1934 samen met de Š-328F door de Tsjechoslowaakse luchtmacht werd getest. Slechts één prototype is er van gebouwd wegens slechte vliegeigenschappen.

## Specificaties
- Motor: 1× Avia Vr-36 watergekoelde V-12, 545 kW (740 pk)